# Emancipation (Stargate SG-1)
Emancipation (Emancipación) es el cuarto  episodio de la primera temporada de la serie de televisión de ciencia ficción Stargate SG-1.

## Trama
En un viaje rutinario por el Portal, el SG-1 halla un hermoso planeta sin señales evidentes de tecnología. De repente, ven a un muchacho huyendo de una jauría de perros rabiosos que lo acosan y lo rescatan. Inicialmente, él está muy agradecido, pero cuando ve a la capitana Carter, señala que es una mujer. El padre del chico y otros hombres aparecen tras él, y cuando ven Carter ellos la apuntan con sus flechas dispuestos a disparar de inmediato. Le dicen que en su cultura a las mujeres les está prohibido hablar y mostrar sus rostros en público. Carter, ofendida, no reacciona bien ante esta actitud. Antes de que sean acribillados por las flechas, el joven rescatado asevera a su padre que la mujer salvó su vida. Ante esto, el padre detiene el ataque y los invita a todos a la aldea. En la aldea, Daniel va descubriendo que esta cultura es similar a los antiguos nómadas mongoles de la Tierra. Han preservado perfectamente sus costumbres y tradiciones desde que fueron transportados aquí por los Goa'uld siglos atrás.
El padre del chico, Moughal, es un hombre observante de la ley. Las leyes de los clanes del país establecen que las mujeres deben ser totalmente sumisas, no se les permite mostrar sus caras, y tampoco hablar, a menos que se les autorice. Para evitar que maten a Carter, la visten al modo tradicional de las mujeres y le ponen un velo facial. Mientras tanto Daniel continua observando y estudiando etnográficamente la cultura local. Por la noche, Abu, el chico que rescataron, secuestra a Carter y la lleva a un clan vecino con intención de hacer un trueque. Conducido por un Señor de la Guerra feroz, llamado Turghan, Abu la canjeará al encontrarla muy hermosa y singular por su callebo rubio. Moughal descubre la intención de Abu e informa al SG-1, que salen de inmediato tras los pasos del muchacho. Abu quiere intercambiar a Carter por la mano de la hija de Turghan, pero este rechaza. Él toma a Carter de todos modos, y golpea a Abu con el pie y lo echa. Sin embargo, como la hija de Turghan y Abu están enamorados, más adelante este intenta raptarla.
Cuando llega el SG-1, salvan a Carter, y comienzan la huida junto con Abu y Nya (la hija de Turghan), pero estos son atrapados. Pronto, Turghan matará a su hija por su desobediencia. El equipo no pueden detenerlo simplemente por la fuerza ya que eso causaría una guerra, así que deben pararlo respetando la ley. Moughal explica que hay una ley en las tribus que establece que el líder de un clan puede desafiar a otro para impedir la ejecución. Sin embargo, será una batalla a muerte. Así que, puesto que han afirmado previamente que Carter era la líder de un clan (con la esperanza de que esto sirviera para liberarla), y puesto que Moughal ya es demasiado viejo para pelear, Carter en su nombre decide aceptar el desafío a Turghan. Después de un feroz combate, Carter resulta ganadora. La ejecución es detenida, y Abu y Nya permanecen juntos. Celebrando la victoria de Carter, y en su memoria, Moughal, como ejemplo para otras tribus, decide suprimir las viejas leyes que impiden a las mujeres andar libremente sin el rostro cubierto. Ya con la situación de las mujeres mejorando en aquel mundo, el SG-1 regresa a casa.

## Artistas invitados
- Cary-Hiroyuki Tagawa como Turghan.
- Jorgito Vargas como Abu.
- Soon-Tek Oh como Moughal.
- Crystal Lo como Nya.